# Procession
《Procession》은 미국의 재즈 퓨전 밴드 웨더 리포트의 열한 번째 스튜디오 음반이다. 1983년 컬럼비아 레코드를 통해 발매되었다. 이전의 몇몇 웨더 리포트 트랙에는 말로 표현할 수 없는 노래가 포함되어 있었고 《Mr. Gone》의 〈And Then〉에는 짧은 가사가 포함되어 있었지만, 〈Where the Moon Goes〉는 맨해튼 트랜스퍼의 멤버들이 노래한 전체 가사를 포함한 밴드의 첫 번째 트랙이었다. 밴드는 다음 세 개의 스튜디오 음반에서 보컬을 계속 맡았다.

## 평가
| 전문가 평가                          | 전문가 평가 |
| 평가 점수                            | 평가 점수   |
| 출처                                 | 점수        |
| ------------------------------------ | ----------- |
| Allmusic                             | [ 1 ]       |
| The Rolling Stone Jazz Record Guide  | [ 2 ]       |
| The Penguin Guide to Jazz Recordings | [ 3 ]       |

스티브 퓨터먼은 《레코드》에서 이 음반을 검토하면서 프로시옹이 유능하게 세공되었지만 웨더 리포트의 이전 음반들과 너무 비슷해서 관심이 없다고 일축했다. 그는 밴드의 라인업 변화를 언급하며 "새로운 멤버들을 통합하고, 그들이 제공할 수 있는 것을 찾고, 그들이 무언가를 자극하도록 하는 것은 기성 밴드에게 새로운 아이디어와 창의성의 환영의 충격을 줄 수 있다. 하지만 웨더 리포트의 경우, 공동 리더인 조 자비눌과 웨인 쇼터의 압도적인 지배력은 베이시스트 빅터 베일리, 드러머 오마르 하킴, 그리고 퍼커셔니스트 호세 로시가 고도로 세공되었지만 본질적으로 석화된 음악을 서비스하는 기술에 있어 억제되었다."

## 곡 목록
| #  | 제목                    | 작사                  | 작곡         | 재생 시간 |
| -- | ----------------------- | --------------------- | ------------ | --------- |
| 1. | 〈Procession〉          |                       | 조 자비눌    | 8:42      |
| 2. | 〈Plaza Real〉          |                       | 웨인 쇼터    | 5:30      |
| 3. | 〈Two Lines〉           |                       | 자비눌       | 7:43      |
| 4. | 〈Where the Moon Goes〉 | 낸 오브라이언, 자비눌 | 자비눌       | 7:50      |
| 5. | 〈The Well〉            |                       | 쇼터, 자비눌 | 4:00      |
| 6. | 〈Molasses Run〉        |                       | 오마르 하킴  | 5:49      |